# Billeskov
Billeskov er en hovedgård, oprettet af Steen Bille, hvis slægt lagde navn til gården, som nævnes første gang i 1580, og er nu en avlsgård under Wedellsborg Gods. Gården ligger i Kerte Sogn, Båg Herred, Assens Kommune. Hovedbygningen er opført i 1796.
Billeskov er på 66 hektar.

## Ejere af Billeskov
- (1580-1590) Steen Eriksen Bille
- (1590-1620) Knud Steensen Bille
- (1620-1638) Holger Knudsen Bille / Henrik Knudsen Bille / Tønne Knudsen Bille
- (1638-1644) Henrik Knudsen Bille / Tønne Knudsen Bille
- (1644-1655) Henrik Knudsen Bille / Margrethe Lauridsdatter Norby gift Bille
- (1655-1660) Steen Holgersen Bille
- (1660-1661) Christopher Holgersen Bille
- (1661-1676) Anne Gyldenstierne gift Brahe
- (1676-1716) Jørgen Brahe
- (1716) Anne Helvig Thott gift Brahe
- (1716-1728) Jørgen Lauridsen
- (1728-1738) Anders Lauridsen Hviid
- (1738-1767) Wilhelm Frederik Farenhorst
- (1767-1771) Anna Johanna Hviid gift Farenhorst
- (1771-1772) Slægten Farenhorst
- (1772-1777) Laurids Nielsen Lindegaard
- (1777-1817) Ludvig Frederik Wedell
- (1817-1828) Hannibal Wilhelm Wedell
- (1828-1882) Carl Wilhelm Adam Sigismund Wedell
- (1882-1883) Julius Wilhelm Georg Ferdinand Wedell
- (1883-1920) Wilhelm Carl Joachim Ove Casper Bendt Wedell
- (1920-1959) Julius Carl Hannibal Wedell
- (1959-1982) Charles Bendt Mogens Tido Wedell
- (1982-) Bendt Hannibal Tido Wedell